# Jakub Kosecki
Jakub Kosecki (Varsavia, 29 agosto 1990) è un calciatore polacco, attaccante del Kosa Konstancin.

## Biografia
Anche suo padre Roman è stato un calciatore.

## Carriera

### Club
A marzo del 2009 viene acquistato dal Legia Varsavia che la stagione successiva lo manda in prestito al ŁKS Łódź dove gioca 28 partite e segna 11 gol.

### Nazionale
Il 26 marzo 2013 segna il suo primo gol in nazionale contro San Marino.

## Palmarès

### Club

#### Competizioni nazionali
- I liga: 1

ŁKS: 2010-2011
- Coppa di Polonia: 2

Legia Varsavia: 2012-2013, 2014-2015
- Campionato polacco: 2

Legia Varsavia: 2012-2013, 2013-2014